# Quiina obovata
Quiina obovata är en tvåhjärtbladig växtart som beskrevs av Louis René Tulasne. Quiina obovata ingår i släktet Quiina och familjen Ochnaceae. Inga underarter finns listade i Catalogue of Life.